# Episodi di Reverie
La prima e unica stagione della serie televisiva Reverie, composta da 10 episodi, è stata trasmessa negli Stati Uniti sulla NBC dal 30 maggio all'8 agosto 2018.
In Italia è inedita.
| nº | Titolo originale          | Titolo italiano | Prima TV USA   | Prima TV Italia |
| -- | ------------------------- | --------------- | -------------- | --------------- |
| 1  | Apertus                   |                 | 30 maggio 2018 |                 |
| 2  | Bond. Jane Bond.          |                 | 6 giugno 2018  |                 |
| 3  | No More Mr. Nice Guy      |                 | 13 giugno 2018 |                 |
| 4  | Blue Is the Coldest Color |                 | 20 giugno 2018 |                 |
| 5  | Altum Somnum              |                 | 27 giugno 2018 |                 |
| 6  | Pas de Deux               |                 | 11 luglio 2018 |                 |
| 7  | The Black Mandala         |                 | 18 luglio 2018 |                 |
| 8  | Despedida                 |                 | 25 luglio 2018 |                 |
| 9  | The Key                   |                 | 1º agosto 2018 |                 |
| 10 | Point of Origin           |                 | 8 agosto 2018  |                 |